# 7 Serpentis
7 Serpentis är en vit stjärna i huvudserien i stjärnbilden  Ormen.
7 Serpentis har visuell magnitud +6,28 och är svagt synlig för blotta ögat vid mycket god seeing. Den befinner sig på ett avstånd av ungefär 450 ljusår.